# Rainer Windholz
Rainer Windholz (* 23. Juni 1969 in Eisenstadt) ist ein österreichischer Politiker der Sozialdemokratischen Partei Österreichs (SPÖ). Von März 2018 bis März 2023 war er Abgeordneter zum Landtag von Niederösterreich.

## Leben
Rainer Windholz besuchte nach Volks- und Hauptschule die Polytechnische Schule und von 1984 bis 1988 die Bundeshandelsschule in Bruck an der Leitha. Ab 2009 studierte er an der Donau-Universität Krems, den Universitätslehrgang Politische Kommunikation schloss er als Master of Science ab.
Von 1989 bis 2000 war als Bankangestellter und 2001 als Eventmanager tätig. Von 2002 bis 2003 arbeitete er als Regionalmanager für die Volkshilfe, von 2003 bis 2004 für das Berufsförderungsinstitut (BFI). Ab 2004 war er SPÖ-Bezirksgeschäftsführer in Schwechat, von 2005 bis 2017 SPÖ-Bezirksgeschäftsführer in Bruck an der Leitha und 2017 SPÖ-Regionalgeschäftsführer für Niederösterreich Ost.

## Politik
Rainer Windholz gehört seit 2000 dem SPÖ Bezirksparteipräsidium und Bezirksparteivorstand im Bezirk Bruck an der Leitha an. Von 2000 bis 2002 fungierte er als Stadtrat in Bruck an der Leitha, anschließend war er dort Mitglied des Gemeinderates, seit 2008 ist er wieder Stadtrat. Seit 2004 ist er außerdem stellvertretender Stadtparteivorsitzender der SPÖ Stadtorganisation Bruck an der Leitha.
Am 22. März 2018 wurde er in der konstituierenden Landtagssitzung der XIX. Gesetzgebungsperiode als Abgeordneter zum Landtag von Niederösterreich angelobt, wo er als Sprecher für Sport, Freizeit und Tourismus sowie Tierschutz fungierte. Nach der Landtagswahl in Niederösterreich 2023 schied er zum Beginn der XX. Gesetzgebungsperiode aus dem Landtag aus.